# Kiau Chau
Kiau Chau (en alemán: Kiautschou, en chino: 膠州灣) fue una concesión colonial alemana que existió desde 1898 hasta 1914. Con una superficie de 552 km², se encuentra en la provincia imperial de Shandong en la costa sur de la península de Shandong en el norte de China.
El nombre de la colonia fue romanizado como Kiaochow, Jiaozhou, Kiauchau o Kiao-Chau en inglés y Kiautschou en alemán. Tsingtao fue el centro administrativo.

## Antecedentes de la expansión a China
Alemania era relativamente un recién llegado a la lucha imperialista por colonias alrededor del mundo. Sin embargo, una colonia alemana en China fue concebido como una doble empresa: apoyar la presencia naval, y que las colonias (véase Imperio colonial alemán) eran ideales para apoyar la economía en la madre patria. Las áreas densamente pobladas de China quedaron a la vista como un mercado potencial. Pensadores como Max Weber exigían una activa política colonial del gobierno. En particular, se hizo una alta prioridad la apertura de China, porque se pensaba que era el mercado no-europeo más importante del mundo.
Pero una política global (Weltpolitik) sin influencia militar mundial parecía impracticable, por lo que se construyó una Armada. Se suponía que esta flota debía darle énfasis a los intereses alemanes en tiempo de paz (diplomacia de cañonero), proteger las rutas comerciales alemanas y acosar a los enemigos durante la guerra (idea de la guerra de cruceros). Una red mundial de bases navales era un requisito clave para este propósito.
Sin embargo, la adquisición de un puerto en China fue desde el principio sometido a la idea de una colonia modelo: todas las instalaciones, la administración, la infraestructura del entorno y la utilización era mostrar a los chinos, a la nación alemana y otras potencias coloniales una eficaz política colonial.

## La adquisición alemana de la bahía
En 1860, una flota prusiana expedicionaria llegó a Asia y exploró la región alrededor de la bahía de Jiaozhou. Al año siguiente se firmó el Tratado Chino-Prusiano de Pekín. Después de los viajes a China entre 1868 y 1871, el geógrafo barón Ferdinand von Richthofen recomendó la bahía de Jiaozhou como una base naval posible. En 1896, el contralmirante von Tirpitz, en ese momento comandante de la División de Cruceros del Asia oriental, examinó el área personalmente, así como tres sitios adicionales en China para el establecimiento de una base naval. El almirante Otto von Diederichs sustituye a Tirpitz en Asia oriental y se centró en la bahía de Jiaozhou a pesar de que el Almirantazgo de Berlín no había decidido oficialmente una ubicación de la base.
El 1 de noviembre de 1897, la Sociedad de las Grandes Espadas asesinó brutalmente a dos sacerdotes católicos alemanes de la misión Steyler en el condado de Juye, al sur de Shandong.  El almirante von Diederichs, comandante de la escuadra de crucero, con cable de 7 de noviembre de 1897 al Almirantazgo: "incidentes pueden ser explotados en la consecución de los objetivos posteriores?"  A la recepción del cable de Diederichs, el canciller Chlodwig von Hohenlohe aconsejó precaución, prefiriendo una solución diplomática. Sin embargo, el Kaiser Guillermo II intervino y el Almirantazgo envió un mensaje para Diederichs a "proceder de inmediato a Kiau Chau con escuadrón completo ..." a la que el almirante respondió: "... se procederá con la mayor energía".
Diederichs en ese momento sólo tenía el buque insignia de su división SMS Kaiser y el crucero ligero SMS ''Prinzess Wilhelm'' disponibles anclados en Shanghái; la corbeta Arcona estaba preparada para las reparaciones y el crucero ligero Irene en un astillero en Hong Kong para un reacondicionamiento de motores. El crucero de pequeño calado Cormoran (independiente de la división de crucero) estaba patrullando el Yangtze.  Diederichs levó anclas, ordenó al Prinzess Wilhelm para seguir al día siguiente y Cormoran para ponerse al día en el mar.  Los tres barcos llegaron fuera de Tsingtao después del amanecer del 13 de noviembre de 1897, pero no hizo movimientos agresivos. Con su personal y los tres capitanes de sus barcos a bordo, aterrizó con Diederichs presentar su almirantes en el largo muelle Tsingtao a reconocer.  Se determinó que su fuerza de desembarco sería ampliamente superados en número por las tropas chinas, pero tenía la superioridad cualitativa.

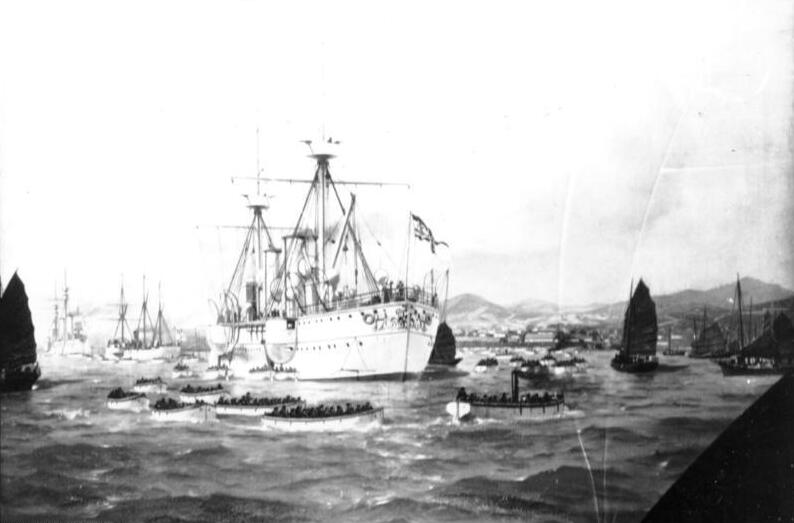
Desembarco de fuerzas terrestres.

El domingo 14 de noviembre de 1897, a las 6 de la mañana, Cormoran fue llevado a puerto para ofrecer apoyo armado en caso de necesidad. Los barcos Kaiser y Prinzess Wilhelm llevaron a una fuerza anfibia de 717 oficiales, suboficiales y marineros armados con fusiles.  Diederichs a caballo y su columna se dirigieron hacia el cuartel principal chino y la batería de artillería, una unidad especial que con rapidez discapacitó la línea telegráfica china y otros ocuparon los fuertes exteriores y polvorines. Con rapidez y eficacia, las acciones de Diederichs habían logrado su objetivo primordial a las 08.15.
Los guardagujas restauraron la línea de telégrafos y los primeros mensajes fueron recibidos y descifrados. Diederichs se sorprendió al saber que sus órdenes habían sido cancelados y que iba a suspender las operaciones en Kiau Chau espera de las negociaciones con el gobierno chino. Si ya había ocupado la aldea de Tsingtao, lo cual iba a considerar su presencia temporal. Él me respondió, pensando que los políticos en Berlín había perdido los nervios a las complicaciones políticas o diplomáticas: "Proclamation already published. ... Revocation not possible." Después de mucho tiempo e incertidumbre, el Almirantazgo, finalmente envió las felicitaciones y la proclamación de permanencia en efecto, Guillermo II lo ascendió a vicealmirante.
Almirante von Diederichs consolidó su posición en la bahía de Kiau Chau. El Almirantazgo envío el crucero protegido SMS Kaiserin Augusta desde el Mediterráneo hasta Tsingtao a fortalecer aún más la presencia naval en el este de Asia.  El 26 de enero de 1898, la infantería de marina de la III. Seebatallion llegó a la línea Darmstadt. La bahía de Kiau Chau estaba segura ahora.

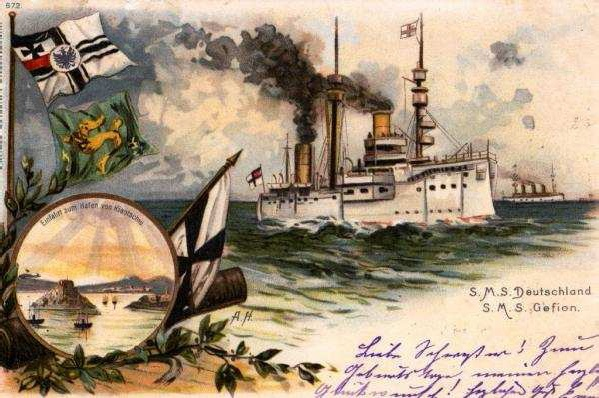
SMS Deutschland y SMS Gefion. Llegada a la bahía de Kiau Chau, 1899.

Las negociaciones con el gobierno de China, y el 6 de marzo de 1898 el imperio alemán se retiró de la cesión pura y simple de la zona y aceptó un contrato de arrendamiento de la bahía durante 99 años (como hicieron los ingleses en los Nuevos Territorios de Hong Kong). Un mes más tarde, el Reichstag ratificó el tratado el 8 de abril de 1898.  La bahía de Kiau Chau estuvo oficialmente bajo la protección alemana por decreto imperial el 27 de abril y el Kapitän zur See [capitán] Carl Rosendahl fue nombrado gobernador. Estos hechos terminaron con la responsabilidad del almirante von Diederichs (pero no su interés) en Kiau Chau, escribió que había "cumplido su propósito de la marina."
Como resultado del contrato de arrendamiento alemán-chino, el gobierno chino cedió todos sus derechos soberanos en el territorio arrendado de aproximadamente 83.000 habitantes (a los cuales la ciudad de Jiaozhou no pertenece), así como en la de 50 km zona de seguridad. El Gouvernement Kiautschou siendo parte de China bajo el reinado imperial, sino por la duración del contrato de arrendamiento se convirtió en un Schutzgebiet (protectorado alemán).  Por otra parte, el tratado incluye los derechos para la construcción de líneas ferroviarias y la explotación minera de los yacimientos de carbón locales. Muchas partes de Shandong, fuera del protectorado alemán estuvieron bajo la influencia alemana. Aunque el contrato de arrendamiento ponía límites a la expansión de Alemania, se convirtió en punto de partida para las cesiones de los siguientes Port Arthur al Imperio ruso, de Weihaiwei al Reino Unido y Kwang-Chou-Wan a Francia.

## Organización y desarrollo del protectorado

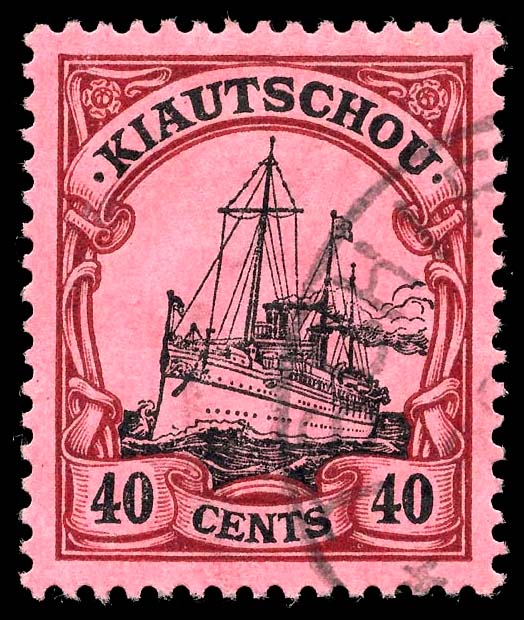
Sello de 40 céntimos "Yacht" de 1905.

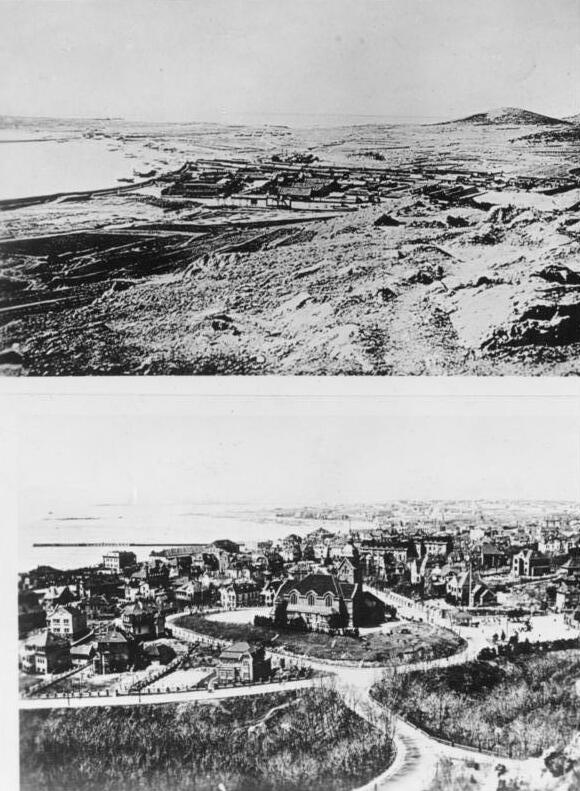
Tsingtao de 1898 a 1910; Zhan Qiao a la izquierda.

Debido a la importancia que tenía el protectorado de la reputación de la marina alemana, no fue colocado bajo la supervisión de la oficina colonial imperial (Reichskolonialamt) sino en la de la oficina de la marina imperial (el Reichsmarineamt o RMA).
En la parte superior de la colonia se encontraba el gobernador (los cinco titulares de cargos superiores eran oficiales de la marina), que estaba directamente subordinada al secretario de Estado de la RMA, Alfred von Tirpitz. El gobernador era el jefe de los militares y la administración civil de la colonia. El primero fue dirigido por el Jefe de Gabinete y el vicegobernador, el último por el Zivilkommissar [comisario civil]. Además los funcionarios importantes de Kiau Chau fueron los oficiales para la construcción del puerto, y después de 1900, el presidente del Tribunal Supremo y el "comisionado para los Asuntos Chinos". El Gouvernementsrat [consejo de gobierno del protectorado] y después de 1902 la "Comisión China" actuaba como órgano de asesoramiento para el gobernador. Los departamentos de finanzas, construcción, educación y servicios médicos estaban directamente subordinados al gobernador, porque estos son cruciales con respecto a la idea de una colonia modelo.
Kiau Chau de hecho se transformó en un reino moderno. El pueblo de pescadores pobres de Tsingtao fue diseñada con amplias calles, zonas de viviendas sólidas, edificios de gobierno, la electrificación de todo, un sistema de alcantarillado y abastecimiento de agua potable, una rareza en muchas partes de Asia en ese momento y después. La zona tenía la más alta densidad de escuelas y per cápita más alto número de estudiantes inscritos en toda China, con escuelas primaria, secundaria y de formación profesional financiado por el Tesoro de Berlín y misiones protestantes y católicas.
Con la expansión de la actividad económica y de obras públicas, los bancos alemanes abrió las sucursales, siendo laDeutsch-Asiatische Bank uno de los más importantes. La terminación del ferrocarril de Shantung en 1910 proporcionaba una conexión al Ferrocarril Transiberiano y por lo tanto permite viajar en tren desde Tsingtao a Berlín.
Después de la revolución china de 1911 siguió su curso, muchos chinos ricos y exfuncionarios políticamente conectados se asentaron en la colonia debido al ambiente seguro y ordenado que ofrecía.  Sun Yat-sen visitó la zona de Tsingtao, y declaró en 1912, "... Estoy impresionado. La ciudad es un verdadero modelo para el futuro de China ".

## Gobernadores
Todos fueron oficiales de la Marina con el grado de Kapitän zur See (capitán):
| Tenencia del cargo                            | Retrato | Titular              | Notas                                              |
| --------------------------------------------- | ------- | -------------------- | -------------------------------------------------- |
| 14 de noviembre de 1897 - 7 de marzo de 1898  |         | Otto von Diederichs  | Gobernador militar                                 |
| 7 de marzo de 1898 - 19 de febrero de 1899    |         | Carl Rosendahl       |                                                    |
| 19 de febrero de 1899 - 27 de enero de 1901   |         | Paul Jaeschke        | Murió en ejercicio                                 |
| 27 de enero de 1901 - 8 de junio de 1901      |         | Max Rollmann         | Interino                                           |
| 8 de junio de 1901 - 19 de agosto de 1911     |         | Oskar von Truppel    |                                                    |
| 19 de agosto de 1911 - 7 de noviembre de 1914 |         | Alfred Meyer-Waldeck | Comandante naval principal en el sitio de Tsingtao |

## Historia posterior
El 15 de agosto de 1914, al estallar la Primera Guerra Mundial en Europa, Japón lanzó un ultimátum a Alemania exigiendo que renunciara a su control del territorio en disputa de Kiau Chau. Al rechazar el ultimátum, Japón declaró la guerra el 23 de agosto y el mismo día su armada bombardeó el territorio alemán. El 7 de noviembre de 1914, la bahía fue ocupada por fuerzas japonesas (ver sitio de Tsingtao), que designó a dos gobernadores militares: del 7 de noviembre de 1914 a 1919 Mitsuomi Kamio y de 1919 a 10 de diciembre de 1922 Mitsue Yuhi. 
El territorio ocupado fue devuelto a China el 10 de diciembre de 1922, pero los japoneses nuevamente ocuparon el área desde 1937 hasta 1945 durante la segunda guerra sino-japonesa.

## Economía durante el protectorado

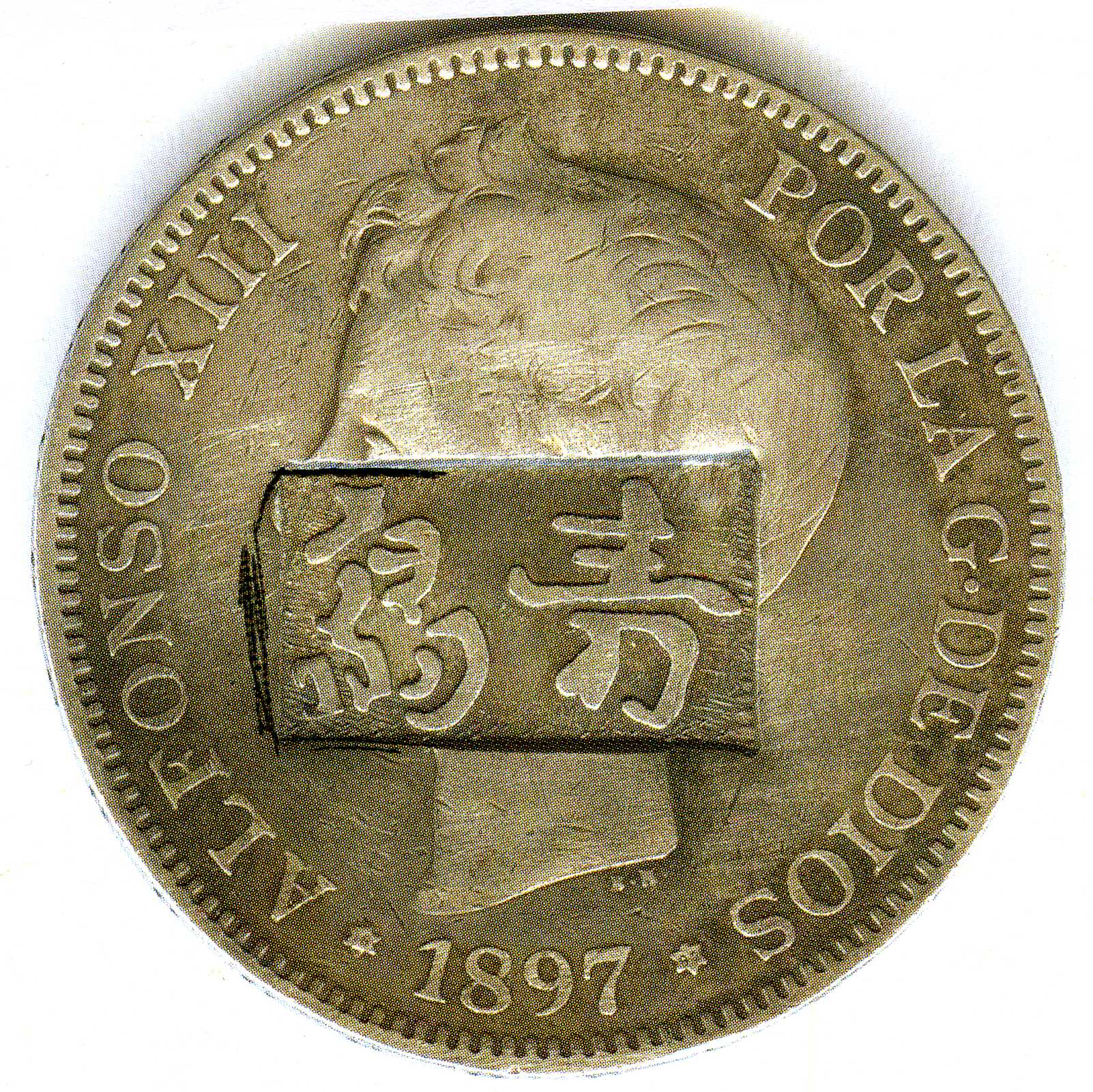
Moneda de Alfonso XIII con leyenda en chino que circuló en Kiau Chau durante el protectorado.

Durante la ocupación alemana, la falta de plata en todo el territorio obligó al gobierno de este país a utilizar como base de la economía las monedas españolas de 8 reales y los pesos acuñados en las islas Filipinas. Estas piezas circulaban por valor de 5 marcos alemanes, al igual que todas las demás monedas extranjeras de ese tamaño. En piezas menores se acuñaron de 10 y 5 centavos en níquel con fecha 1909. 
La contramarca que utilizaron los banqueros chinos para permitir la circulación de estas monedas en todo el territorio llevaba el nombre del enclave (Kiau Chau) en chino. Sin esta contramarca el valor de las piezas era un 15% menor que el precio final, que era de 5 marcos. Esta contramarca fue estampada cuando el puerto fue declarado libre en el año 1899 sobre piezas de 8 reales españoles, 5 francos franceses, talers de María Teresa I de Austria y pesos filipinos.

## Referencias

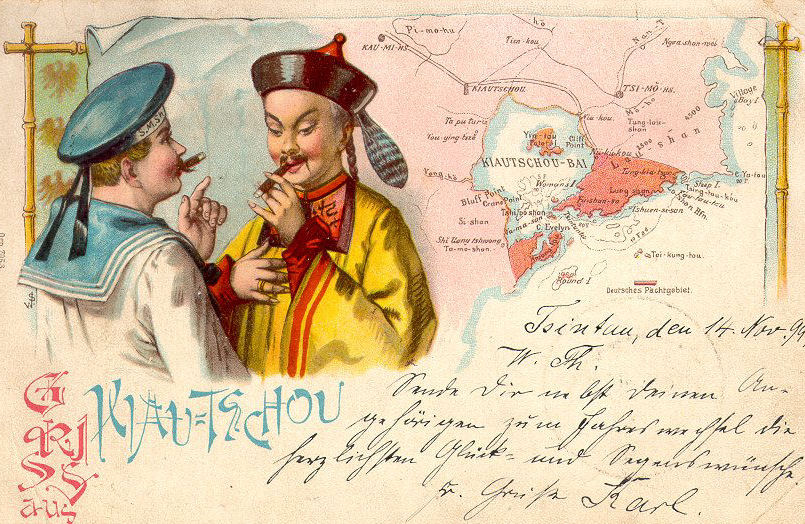
Postal 1900.

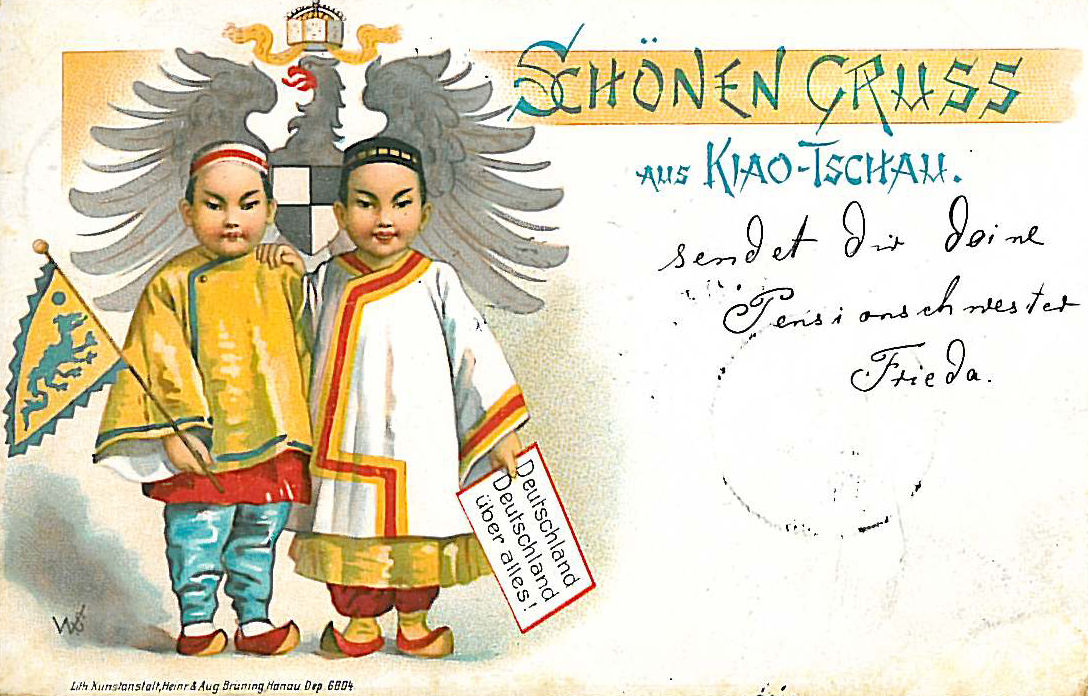
Postal 1900.

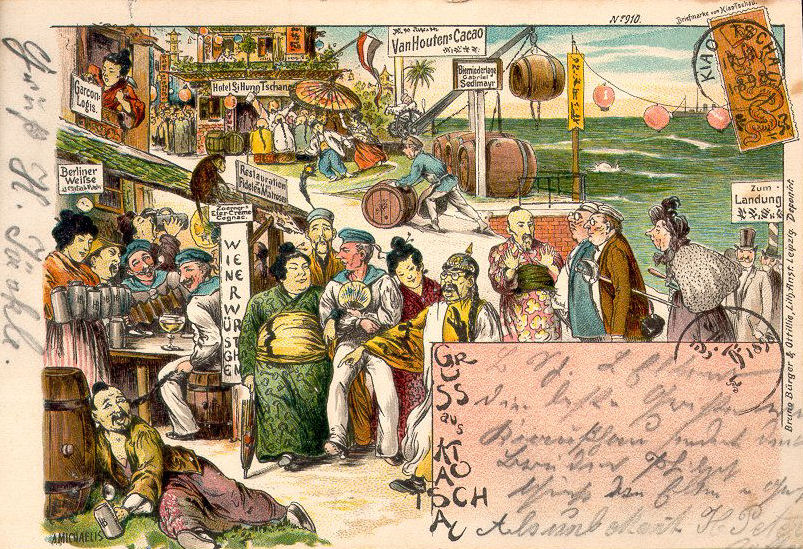
Postal 1900.